# Pingdu
Pingdu léase Ping-Dú (en chino:平度市, pinyin:Píngdù) es un municipio bajo la administración directa de la ciudad-prefectura de Qingdao. Se ubica al este de la provincia de Shandong, sur de la República Popular China. Su área es de 3176 km² y su población total para 2018 fue de +1,37 millones de habitantes.

## Administración
El municipio de Pingdu se divide en 32 pueblos que se administran en 5 subdistritos y 27 poblados.